# Torre de dados de Vettweiss-Froitzheim

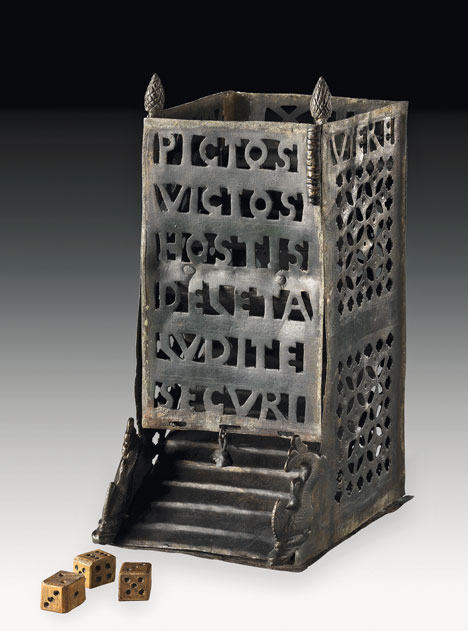
La torre de dados de Vettweiss-Froitzheim (Museo Landes del Rin).

La torre de dados de Vettweiss-Froitzheim es un artefacto romano, una torre de dados (Turricula, es decir, "pequeña torre" en latín) utilizada antiguamente para jugar a los dados. Su objetivo era producir un lanzamiento confiable de uno o más dados. Fue descubierto en 1985 en Alemania durante las excavaciones de una villa romana. Se conserva en el Rheinisches Landesmuseum de Bonn.
La torre data del siglo IV d. C. y aparentemente fue presentada como un regalo. Lleva dos textos latinos. El texto más largo conmemora una derrota militar de los pictos. El texto más breve desea buena suerte al anónimo destinatario del artículo. 

## Descubrimiento
La torre de dados fue descubierta en 1985 cerca de los modernos pueblos de Vettweiss y Froitzheim. Durante la época romana esta ubicación se encontraba en la provincia de la Germania Inferior en la frontera Imperial con Germania. Este era el emplazamiento de una villa en el actual estado alemán de Renania del Norte-Westfalia, y cerca se encontraba el principal centro militar de Colonia. Tanto el lugar, contexto y aspecto de la pieza sugieren su probable pertenencia a un soldado.

## Descripción
Es un cuboide hueco y vertical de una placa de aleación de cobre diseñado para asentarse nivelado sobre una superficie plana. La parte superior de la torre está abierta, lo que permite la introducción de los dados, y contiene tres niveles de deflectores salientes que producirían un movimiento aleatorio en los dados al caer a través de la torre. Luego, los dados emergerían en la base de la torre a través de un tramo de escalones en miniatura decorados con delfines (un tema común en la decoración romana, como símbolo de victoria, prosperidad y abundancia). Los dados, al salir, harían sonar tres campanillas que antiguamente colgaban sobre la salida. Solo una de estas campanillas sobrevive intacta. 
La torre está decorada en todas sus caras con motivos perforados u opus interrasile y dos breves textos en latín se muestran de forma destacada.
La fachada frontal de la torre lleva las palabras:
PICTOS VICTOS
HOSTIS DELETA
LVDITE SECVRI
Que se puede traducir como:
Con los pictos derrotados,
el enemigo ha sido destruido,
así que juega con seguridad.
Alrededor de la parte superior de las tres caras restantes está la frase:
UTERE FELIX VIVAS
Que se puede traducir como:
Úsame [a mí] y vive con suerte/felizmente.